# Шарлотта Саксен-Гільдбурггаузенська
Шарлотта Саксен-Гільдбурггаузенська (нім. Charlotte von Sachsen-Hildburghausen), повне ім'я Катаріна Шарлотта Георгіна Фредеріка Софія Тереза Саксен-Гільдбурггаузенська (нім. Katharina Charlotte Georgine Friederike Sophie Therese von Sachsen-Hildburghausen), 17 червня 1787 — 12 грудня 1847) — принцеса Саксен-Гільдбурггаузенська з династії Веттінів, донька герцога Фрідріха Саксен-Гільдбурггаузенського та принцеси Шарлотти Мекленбург-Штреліцької, дружина герцога Пауля Вюртемберзького. Відома як «Prinzessin Paul von Württemberg».

## Біографія
Шарлотта народилась 17 червня 1787 року у Гільдбурггаузені. Вона була другою дитиною, що народилась у родині герцога Саксен-Гільдбурггаузенського Фрідріха та його дружини Шарлотти Георгіни. Первісток, син Фрідріх, помер до її народження, проживши лише півтора місяця. Однією з хрещених Шарлотти була російська імператриця Катерина II.
Батько, за кілька місяців до народження доньки, перебрав на себе кермо влади у країні та почав впроваджувати реформи. Матір вважалася однією з найкрасивіших жінок своєї епохи. Фрідріха вона не любила, будучи значно розвиненішою за нього в духовному плані. Він, у свою чергу, швидко збайдужів до неї, проте справно виконував подружній обов'язок. За наступні шістнадцять років у Катаріни Шарлотти з'явилися десятеро менших братів та сестер, з яких шестеро досягли дорослого віку. Матір намагалася дати дітям добру освіту. До занять старшої доньки, окрім іншого, входило піклуватися про молодших. Близькі стосунки у неї склалися із сестрами Терезою та Луїзою.
1805 року 20-річний принц Пауль Вюртемберзький, молодший син курфюрста Фрідріха I, після нетривалого залицяння, письмово попросив руки Шарлотти, якій виповнилося 18. Весілля відбулося 28 вересня 1805 у Людвігсбурзі. За три місяці Вюртемберг став королівством і членом сформованого Наполеоном Ренського союзу. Рідний Саксен-Гільдбурггаузен також увійшов до складу цього об'єднання німецьких держав. Проте, Пауль, купивши будинок у районі Канштадт у Штутгарті і поселивши у ньому дружину, проти волі батька, таємно залишив Вюртемберг і приєднався до табору герцога брауншвейзького, який виступав проти Бонапарта. Остаточно він повернувся додому у 1808 році, примирившись із батьком.
1806 року скульптору Йоганну Генріху фон Даннекеру було замовлено бюст Шарлотти, як дружини принца.
У період з 1807 по 1810 рік родина жила у наданому Паулеві в апанаж монастирі Гросскомбург, який він зробив своєю резиденцією. У шлюбі народила п'ятеро дітей.

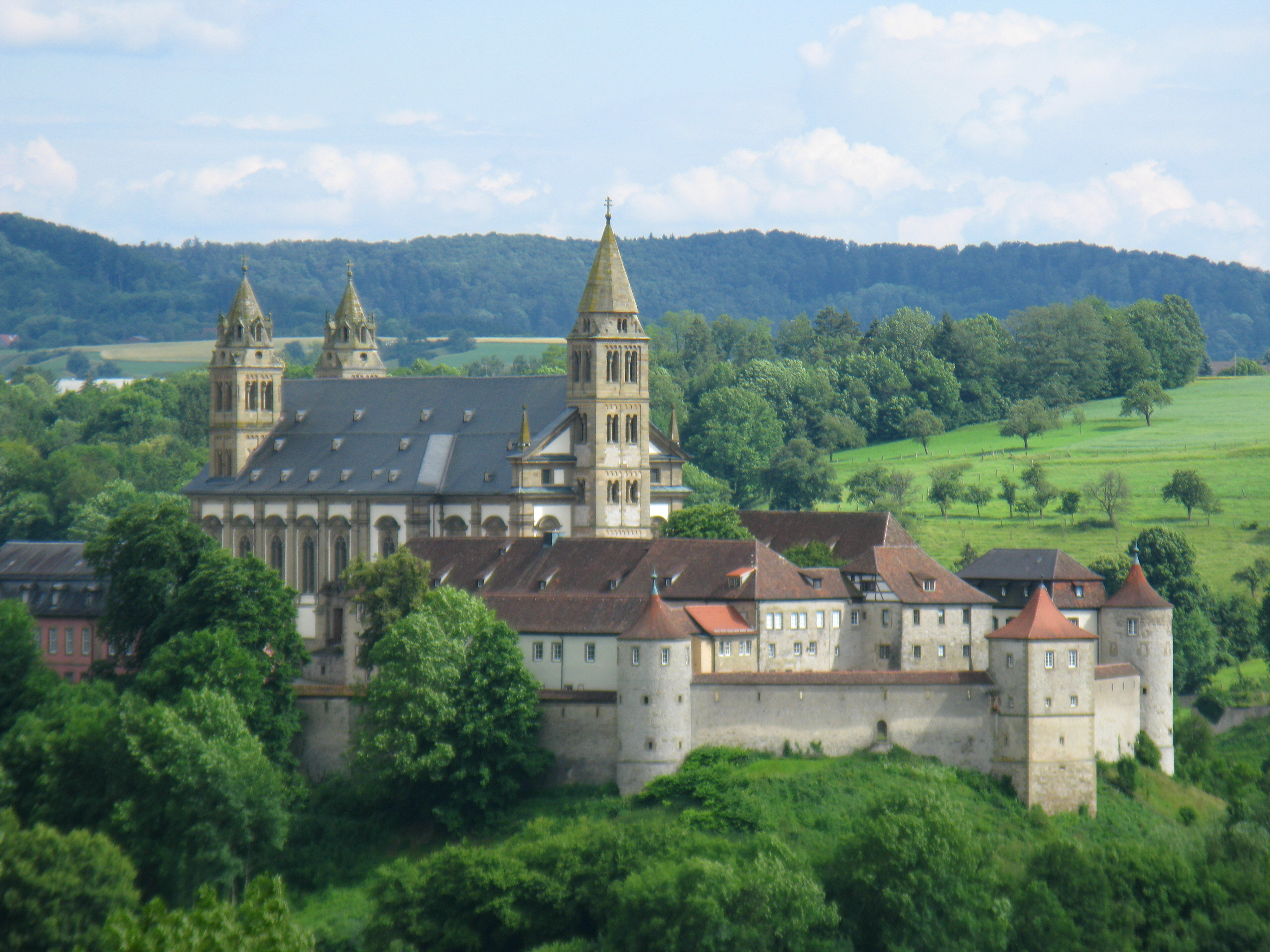
Комбург

Сімейне життя не було щасливим, оскільки чоловік мав багато фавориток і не збирався відмовлятися від подібного способу життя.
У 1813—1816 роках Пауль перебував на російський службі. Повернувшись до Вюртембергу, він посварився із братом Вільгельмом, що, після смерті батька, став новим королем, і, забравши у Шарлотти доньок, виїхав до Парижу. Із 1818 року вони офіційно живуть окремо.
Герцогиня повернулась до батьківського дому в Гільдбурггаузені. Сини залишились при королівському дворі у Людвігсбурзі. Жила Шарлотта за рахунок виплачуваної пенсії. Її матір після тривалої хвороби померла навесні 1818 року.
У 1825 після смерті останнього герцога Саксен-Гота-Альтенбурзького Фрідріха IV, що не залишив прямих нащадків, представники різних гілок родини домовилися про переділ територій. Батько Шарлотти відмовився від Саксен-Гільдбурггаузену, землі якого відійшли Саксен-Майнінгену, і, отримавши натомість відтворене герцогство Саксен-Альтенбурзьке, переїхав до Альтенбургу. Шарлотта залишилась Хільдбурґхаузені навіть після переїзду двору. Тут вона придбала будинок Hoheitshauses, збудований її двоюрідним дідом Євгенієм Саксен-Гільдбурггаузенським, де жила дуже скромно і усамітнено. Її часто навідували молодший брат Фрідріх та старша донька, що стала російською великою княгинею.
Останні роки життя Шарлотта провела у баварському королівському замку у Бамберзі, оскільки її сестра Тереза у шлюбі стала королевою Баварії. Там вона і померла 12 грудня 1847 року у 60-річному віці. Похована у родинному склепі Вюртемберзького дому, що знаходиться у каплиці замку Людвігсбурга.
Пауль, невдовзі після її смерті, виїхав до Англії, де у квітні 1848 року одружився із своєю давньою коханкою Магдаленою де Круа і Хіменес.

## Родина
Чоловік — Пауль Вюртемберзький
Діти:

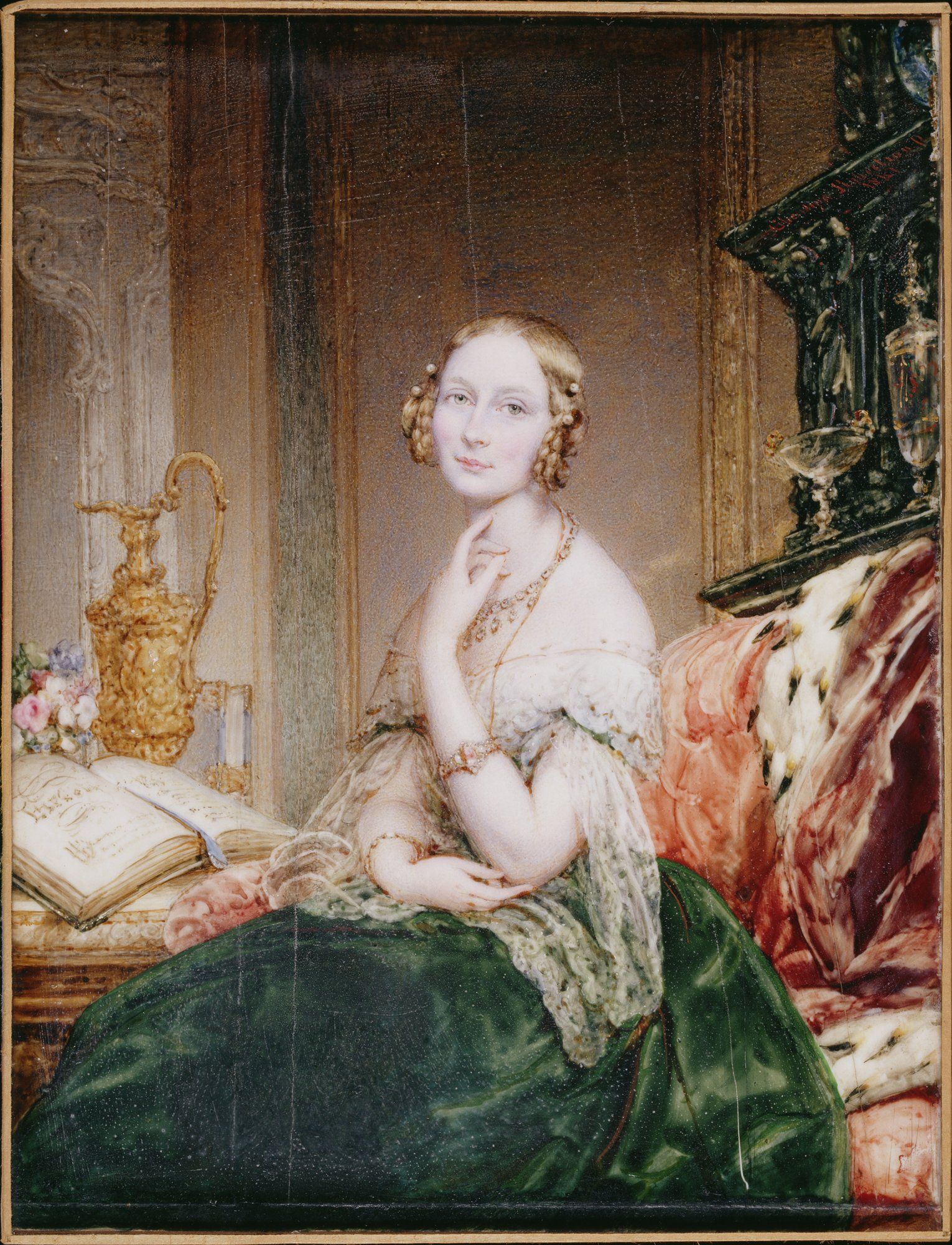
Донька Фредеріка Шарлотта

- Шарлотта Фредеріка (1807—1873) — дружина великого князя Російської імперії Михайла Павловича, мала шестеро дітей;
- Фрідріх (1808—1870) — генерал вюртемберзької армії, був одружений із Катаріною Вюртемберзькою, мав єдиного сина;
- Карл (1809—1810) — помер немовлям;
- Пауліна (1810—1856) — дружина герцога Нассау Вільгельма, народила четверо дітей;
- Август (1813—1885) — генерал-фельдмаршал пруської армії, був морганатично одружений із Марі Бетж, мав єдину доньку.

## Цікаві факти
- Бюст Шарлотти роботи Йоганна фон Даннекера у 2010 році придбав міський музей Гільдбурггаузена[2].